# Otokar ARMA
Otokar ARMA — турецкий колесный плавающий модульный бронетранспортёр.

## Общие сведения
Разработчик и производитель — компания «Otokar». Разработка бронетранспортера была начата в 2007 году. В зависимости от модификации, может иметь три или четыре оси, колесная формула: 6 × 6 и 8 × 8.
Платформа автомобиля с колесной формулой 6х6 была впервые представлена на выставке Eurosatory 2010 в Париже в июне 2010 года. БТР может перевозить экипаж из 10 человек, включая командира, водителя и восьмерых солдат. Способен вплавь пересекать реки.
Бронетранспортер ARMA обладает гибкой мобильностью и обеспечивает высокий уровень противоминной и баллистической защиты. Корпус полностью защищен от биологического и химического оружия. Внутри установлены специальные сиденья, которые наряду с дорожным просветом в 425 мм уменьшают негативные воздействия на экипаж и десант от подрыва мин.
ARMA может передвигаться на спущенных шинах и в стандартной комплектации также оснащен центральной системой подкачки колес.
Otokar ARMA разработан по модульной схеме, что даёт возможность создавать различные модификации, в зависимости от требований военных различных стран мира. Например, ВС Бахрейна купили ARMA в конфигурации 6×6, а не 8×8. Боевая машина пехоты Rabdan армии ОАЭ — это один из вариантов ARMA, на котором установлена башня для российской БМП-3.
Возможна установка ПТУР. Уровень бронирования машины также зависит от пожелания заказчиков.
Для производства в Казахстане, компанией Astana MPR Project планируется освоить выпуск боевой машины пехоты Таймас 8х8 (Taimas 8х8), на базе ARMA 8х8 с боевым модулем из 100мм пушки и 30мм автоматической пушки. Боевой модуль был разработан китайской корпорацией Norinco на основе вооружения БМП-3 (Бахча-У).

## Технические характеристики
Колесная формула — 6х6, или 8 × 8
- Экипаж (десант), чел. — 2 (8) для 6х6
- Боевая масса, кг — 18500 для 6х6
- Габаритные размеры, мм — длина — 6428, ширина — 2708, высота — 2223, дорожный просвет — 425 для 6х6
- Бронирование, мм — 12,5 для 6х6
- Вооружение — 1 x 12,7-мм пулемет
- Двигатель — турбо-дизель с водяным охлаждением, мощностью 450 л. с
- Удельную мощность, л. с./т — 24,3 для 6х6; 18,75 для 8х8
- Максимальная скорость по шоссе, км/ч — 105
- Запас хода по шоссе, км — 700 для 6х6; 750 для 8х8
- Преодолеваемые препятствия — подъём, %. — 60; стенка, м — 0,6; ров, м — 1,2; брод, м — плавает[4]

## На вооружении
- Бахрейн — в 2010 году было закуплено 73 машины
- ОАЭ —
- Эстония —
- Казахстан —

## Галерея
- Боевая машина пехоты на базе Otokar ARMA 8х8, совместной разработки турецкой компании Otokar и китайской корпорации Norinco, планируемая для производства в Казахстане, под обозначением Taimas 8х8.
- Базовая модель бронетранспортёра Otokar ARMA 8х8 в Казахстане
- Инженерный вариант YENER